# Plumeau
 (juillet 2010).
Améliorez-le ou discutez des points à vérifier. 

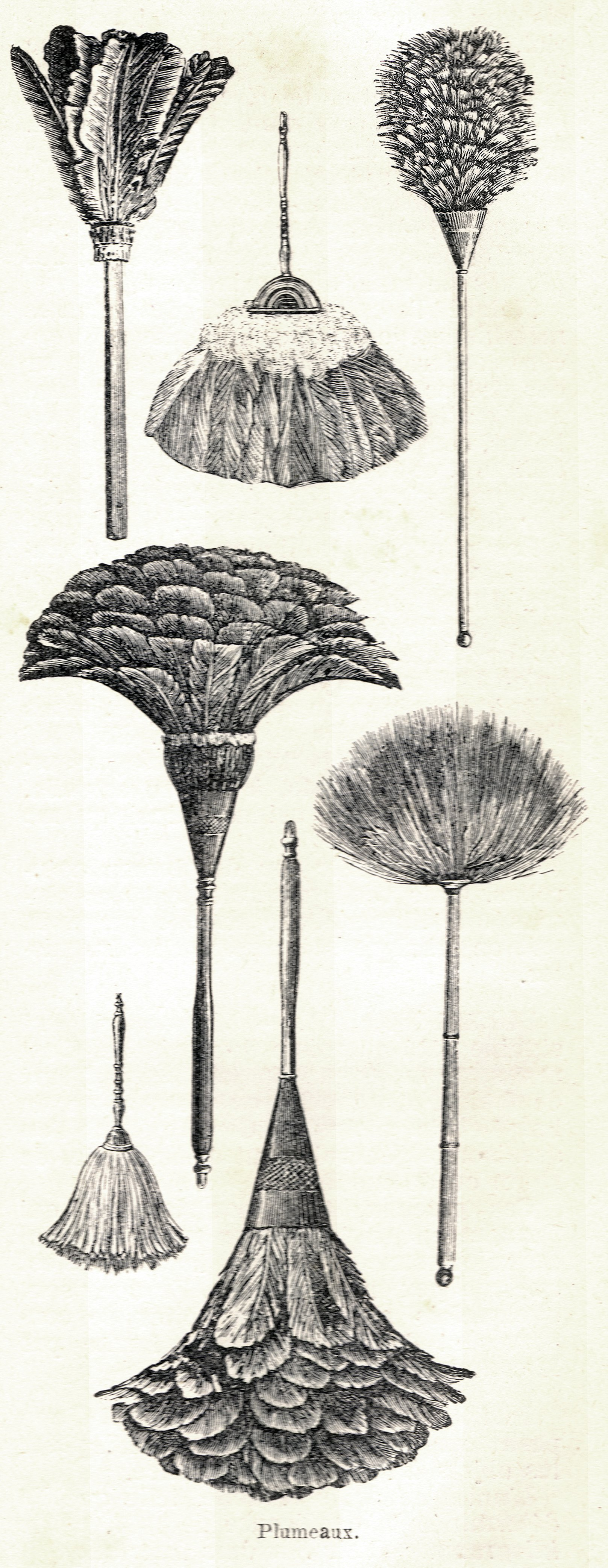
Exemples de plumeaux.

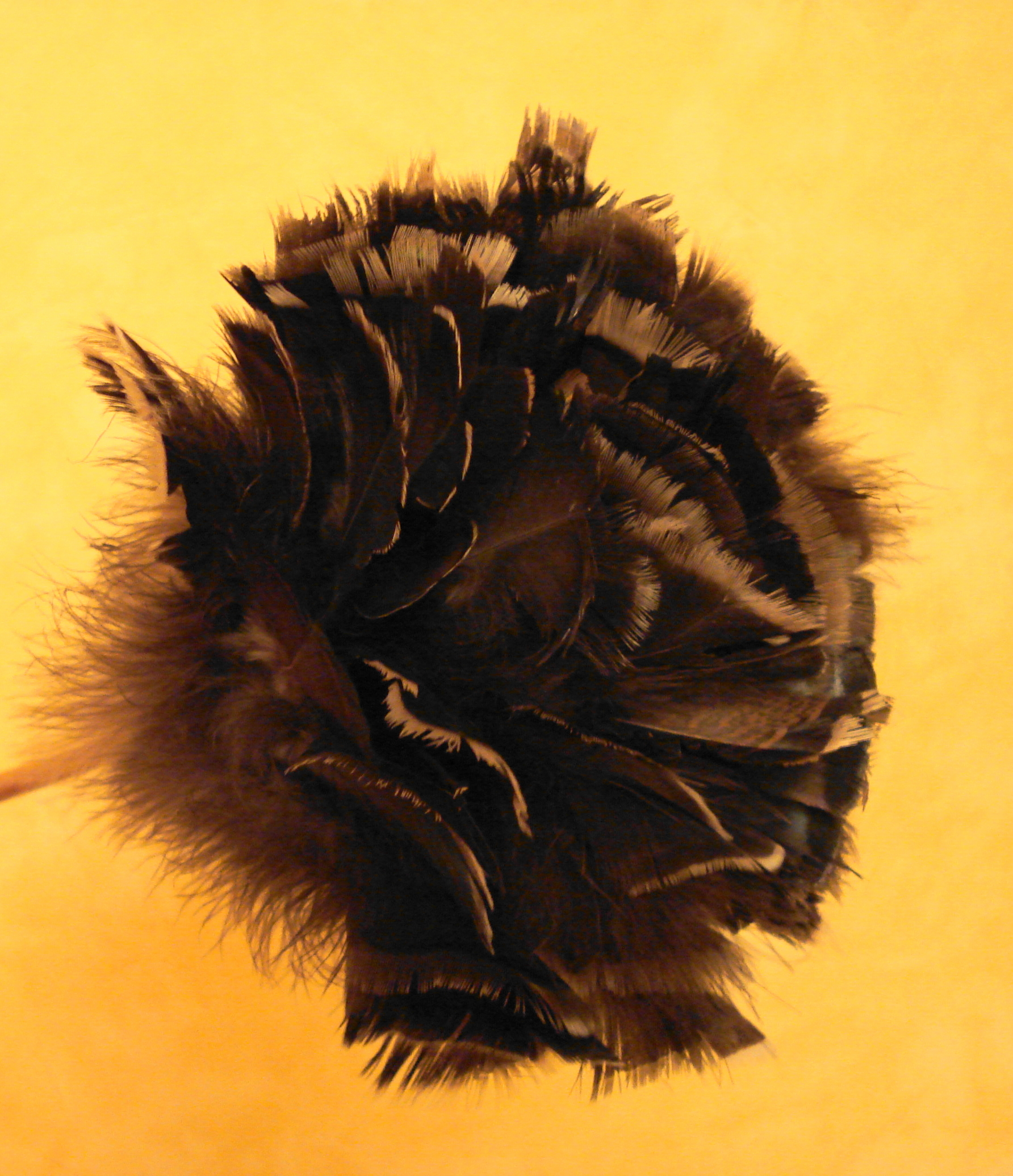
Gros plan des plumes d'un plumeau.

Un plumeau est un instrument utilisé pour le nettoyage. Il est constitué d'une poignée et d'un bout composé de plumes naturelles ou artificielles qui forme la partie nettoyante en contact avec la surface. Il est particulièrement utile pour enlever la poussière sur la surface des meubles ou des objets. Les plumeaux utilisent le principe de l'électrostatique pour capturer les grains de poussière.[réf. nécessaire]